# 乌琴娜·卡努
乌琴娜·格雷丝·卡努（英語：Uchenna Grace Kanu；1997年6月20日—），尼日利亚女子职业足球运动员，司职前锋，目前效力于路易维尔竞技足球俱乐部和尼日利亚国家女子足球队。她曾代表尼日利亚参加2024年夏季奥林匹克运动会女子足球比赛。